# ウタウエ地域
ウタウエ地域（ウタウエちいき、仏：Outaouais）はカナダ・ケベック州の地方行政区の1つ。オタワ川の北岸地域にあり、南部をオンタリオ州と面している。

## 行政区分
郡に属さない独立市（単一層自治体）1市と、4つの上層自治体（MRCまたは郡にあたる）及び75の下層自治体（Municipalités、市町村）がある。

### 独立市
- ガティノー（単一層自治体、Gatineau）：従来のハル（Hull）も含まれる。

### 郡と主な都市
- ラ・ヴァレ＝ドゥ＝ラ＝ガティノー郡（La Vallée-de-la-Gatineau）
  - マニワキ（Maniwaki）
  - グレースフィールド（Gracefield）
- レ・コリーヌ＝ドゥ＝ルタウエ郡（Les Collines-de-l'Outaouais）：ガティノー・パークが含まれる。
  - チェルシー（Chelsea）
- パピノー郡（Papineau）
  - パピノービル（Papineauville）
- ポンティアック郡（Pontiac）：レ・コリーヌ＝ドゥ＝ルタウエ郡のポンティアック市と混同しないよう注意。英語系住民が多数を占める。
  - キャンベルズ・ベイ（Campbell's Bay）